# Ulrike Sommer (Journalistin)
Ulrike Sommer (geborene Südmeyer; .* 27. November 1957 in Kassel) ist eine ehemalige deutsche Journalistin, Autorin und Politikerin (SPD). Sie arbeitete für Nachrichtenagenturen; zudem ist sie eine der wenigen deutschen Autorinnen von Politthrillern.

## Leben und Beruf
Ulrike Sommer wuchs in den USA auf, wohin ihr Vater aus beruflichen Gründen gegangen war. Sie besuchte die Schule in Pennsylvania, zum Abitur kehrte sie nach Deutschland zurück. Ihre journalistische Laufbahn begann sie als Lokaljournalistin in Unna. In der Bundeshauptstadt Bonn arbeitete sie als freie Journalistin zu politischen Themen. Ihr Studium der Volkswirtschaft gab sie auf und arbeitete für die Nachrichtenagentur Deutscher Depeschendienst. Sie wechselte zur  Nachrichtenagentur Associated Press, wurde Chefreporterin und spezialisierte sich auf die Themengebiete Spionage, Terrorismus und Gewerkschaften. Durch die Arbeit lernte sie ihren späteren Ehemann, den Gewerkschafter Michael Sommer (1952–2025), kennen, der von 2002 bis 2014 Bundesvorsitzender des Deutschen Gewerkschaftsbundes war. Sie heiratete ihn 1988. Aus der Ehe stammt eine Tochter. 2001 gab sie ihre journalistische Tätigkeit auf und wurde Buchautorin.
Weil Ulrike Sommer an Nierenversagen litt, spendete ihr Mann ihr im September 2013 eine seiner Nieren.

## Politik
Im Jahr 2001 trat Sommer der SPD bei.
Von 2006 bis 2012 war sie Beisitzerin im Landesvorstand der Berliner SPD. Von 2012 bis 2016 war sie als Landeskassiererin Mitglied im geschäftsführenden Landesvorstand.
Bei der Wahl zum Abgeordnetenhaus von Berlin im September 2011 trat sie als Direktkandidatin im Wahlkreis Spandau 5 an, setzte sich jedoch nicht gegen Peter Trapp (CDU) durch.

## Werke
- Wer dreimal lügt, Liebesroman, 2001, List, ISBN 3-471-78667-8
- Fledermaus Affäre, Roman, 2003, List, ISBN 3-471-78668-6
- Spur des Romeo, Spionagethriller, 2004, Droemer/Knaur, ISBN 3-426-62720-5
- Die Gattin,  Politthriller, 2006, Droemer/Knaur Taschenbücher Nr. 63285, ISBN 3-426-63285-3